# Église de Tirva
L'église de Tirva (en finnois : Tirvan kirkko) est une église en bois construite dans le village de Tirva à Valkeala dans la commune de Kouvola en Finlande.

## Description
La construction de l'église s'est achevée en 1932 sur un terrain donné par l'usine du village. 
L'église a été bâtie avec les éléments d'ancien bâtiment par les hommes du village.
La nef peut accueillir 140 personnes.
Le retable intitulé Jésus bénit les enfants a été offert par le vicaire Paunu. 
L'église dispose d'un orgue électronique.
Après sa rénovation réalisée par les habitants en 2011-2012, l'église a rouvert le 8 avril 2012.
En octobre 2012, a été célébré le 80e anniversaire de l'église.